# José Cifuentes
José Adoni Cifuentes Charcopa (Esmeraldas, 12 de março de 1999) é um futebolista equatoriano que atua como meio-campista. Atualmente joga pelo Rangers.

## Carreira

### Clubes
Em janeiro de 2020, Cifuentes assinou por quatro anos com o Los Angeles FC, clube que disputa a Major League Soccer por um valor informado de três milhões de dólares.
O meia foi contratado em definitivo pelo Rangers, da Escócia, em agosto de 2023.
No dia 7 de fevereiro de 2024, José Cifuentes foi anunciado como novo reforço do Cruzeiro, o jogador equatoriano foi emprestado pelo Rangers à Raposa.
Sem espaço no Cruzeiro, Cifuentes acertou rescisão com o clube mineiro e acertou sua ida para a Grécia, para jogar no Aris.

## Carreira internacional
Representou a seleção sub-20 do Equador no Campeonato Sul-Americano Sub-20 de 2019 no qual o Equador acabou conquistando o título. Também disputou a Copa do Mundo FIFA Sub-20 de 2019. Fez a sua estreia pela seleção principal em 6 de setembro de 2019 em uma partida contra o Peru.
O meia frequentou uma festa com outros jogadores, enquanto estavam com a seleção do Equador em março de 2024, o ato foi "condenado" pela Federação.

## Títulos
Equador sub-20
- Campeonato Sul-Americano de Futebol Sub-20: 2019

Los Angeles FC
- MLS Supporters' Shield: 2022
- MLS Cup: 2022